# Takuya Kawamura
Takuya Kawamura (川村卓也?, Kawamura Takuya; Morioka, 14 aprile 1986) è un cestista giapponese.

## Carriera
Con il Giappone ha disputato i Campionati mondiali del 2006 e tre edizioni dei Campionati asiatici (2005, 2007, 2011).